# 북인도황단
북인도황단(Dalbergia sissoo)은 인디언 로즈우드(Indian rosewood), 노스 인디언 로즈우드(North Indian rosewood)라 불리며, 인도 아대륙과 이란 남부에 자생하는 빠르게 자라고 단단한 낙엽성 자단나무다. 북인도황단은 이파리가 길고 가죽 질감을 띠며 흰색, 분홍색 꽃을 피우는 크고 굽이진 나무다.

## 상세
북인도황단은 씨앗과 신장지(:en:Basal shoot)를 통해 번식하는, 듬성듬성한 수관(light crown)을 가진 중대형 낙엽수이다. 최대 높이 25 m (82 ft), 지름 2 to 3 m (6 ft 7 in to 9 ft 10 in)까지 자랄 수 있지만 보통은 이보다는 작다. 줄기는 개활지에서 자라날 경우 대개 굽이진다. 잎은 가죽 질감을 띠고, 번갈아 가며 나며, 깃털 모양으로 무리지어 나며 길이는 15 cm (5.9 in) 정도다. 꽃은 흰색 또는 분홍색이며, 향기를 풍기고, 거의 꽃자루가 없으며, 길이는 1.5 cm (0.59 in) 에 달하고, 길이가 5–10 cm (2.0–3.9 in) 에 이르는 빽빽한 송이를 이룬다. 길고 납작하고 얇으며 끈 같은 느낌이 드는 갈색 꼬투리는 길이 4–8 cm (1.6–3.1 in), 폭 1 cm (0.39 in) 에 달한다. 꼬투리 안에는 길이가 8–10 mm (0.31–0.39 in) 에 달하는 납작한 콩 모양의 씨앗들이 1-5 개 들어있다. 원뿌리(en:taproot)는 길고, 지면뿌리(surface root)가 많이 나는데, 여기에서 뿌리순(:en:Basal shoot)이 뻗어나온다. 어린 순은 보송보송하고 흐늘흐늘하다. 처음 생겨난 줄기는 밝은 갈색에서 짙은 회색 사이의 색깔을 띄고, 두께는 2.5 cm (0.98 in) 에 이르며, 껍질이 좁은 띠로 벗겨진다(shed in narrow strips); 높이 난 큰 가지는 자라나 수관을 이룬다.

## 분포와 서식지
북인도황단은 히말라야산맥의 산록소구(en:Foothill)에 자생한다. 보통 고도 900 미터 (3,000 ft) 이하의 강둑을 따라 자라나지만, 자연적으로 1,300 m (4,300 ft) 까지의 고도의 지역에 분포한다. 자생지의 온도는 평균 10–40 °C (50–104 °F) 에 달하지만, 거의 영하권의 온도로 떨어지거나, 50 °C (122 °F)까지 올라가는 지역에서도 발견된다. 연간 2,000 밀리미터 (79 in) 까지의 강수량과 서너 달의 가뭄을 견딜 수 있다. 고운 모래와 자갈에서부터 강둑의 기름진 충적토에 이르는 토양에서 자라난다. 북인도황단은 염분이 다소 함유된 토양에서도 자랄 수 있다. 묘목이 자라나려면 그늘 밑에 있어서는 안 된다.

## 생태
북인도황단은 검은라자나비(:en:Charaxes solon) 애벌레의 먹이식물이다.

## 활용

### 목재
북인도황단은 국제적으로 판매되는 자단류 중에서 제일 널리 알려진 목재 종이며, 연료목이나 그늘, 쉼터로도 쓰인다. 북인도황단은 비하르주에서 티크나무 다음으로 제일 중요한 재배되는 목재수이며, 비하르주는 인도에서 북인도황단을 제일 많이 생산하는 지역이다 북인도황단은 비하르주에서 길가에, 수로를 따라 심어져 있으며, 차나무 플랜테이션에 그늘목(shade tree)으로 심어져 있다. 방갈로르 같은 인도 남부에서도 가로수로 널리 쓰인다.
북인도황단은 가구, 악기 제작 등의 목적으로 쓰이기 전에 대개 시즈닝(seasoning)이라 불리는 건조 과정을 거친다. 원산지에서는 반 년 동안 넓고 탁 트인 공간에서 햇빛을 쪼이며 말린다. 상업적으로는 밀폐된 공간에서 날씨에 따라 7~15 일 동안 뜨거운 공기를 쏘여서 건조시킨다. 가구의 경우 이상적인 습도는 얇은 자재는 5-6%, 두꺼운 자재는 6~11% 정도이며, 이보다 습도가 낮으면 나중에 제품이 갈라질 수 있다.
북인도황단은 최고급 캐비넷, 박편(:en:Wood veneer) 목재 중 하나다. 라자스탄주의 타악기인 므리당가(en:Khol)의 재료로 흔히 쓰이며, 이 밖에도 합판, 농경 도구, 바닥재, 곡목, 회전가공공예의 자재로 쓰인다.
심재는 금색에서 짙은 갈색을 띤다. 변재(en:sapwood)는 흰색에서 옅은 황백색을 띤다. 심재는 견고하며 비중이 0.7 – 0.8 에 달하고, 균류 저항성이 굉장히 높다. 하지만 변재는 흰개미와 나무뚫이(borer)들한테 손쉽게 당해버린다. 북인도황단은 줄기 껍질과 심재에 네오플라보노이드(en:neoflavonoid)의 일종인 달베르기크로민(en:dalbergichromene)을 함유한다고 알려져 있다.

### 연료
변재, 심재 둘 다 발열량(:en:Heating value)이 우수하며, 각각 4,908 kcal/kg, 5,181 kcal/kg 에 달한다. 연료목으로 키울 때는 10 - 15년마다 베어낸다. 북인도황단은 맹아갱신(en:Coppicing) 능력이 뛰어나지만, 두세 번 줄기를 잘라낸 후에는 기력이 떨어진다. 북인도황단으로 난방, 요리에 쓰기 참 좋은 숯을 만들 수 있다.

### 양치
전통적으로 가느다란 나뭇가지는 다툰(datun)이라 불리는데, 잘근잘근 씹어서 칫솔로 쓴 다음 뱉어서 혀닦이로 쓴다. 전통적으로 파키스탄, 아프리카, 중동에서 수 세기 동안 이런 식으로 나뭇가지를 활용했다. 인도에서는 시드하약(:en:Siddha medicine) 체계에서 피부병, 위장병 약으로 쓰였다. 인도의 80%를 차지하는 시골 인구의 대부분은 여전히 북인도황단, 님나무, 칫솔나무(:en:Salvadora persica) 나뭇가지를 칫가지(:en:teeth cleaning twig)로 사용하면서 하루를 시작한다. 지구촌의 어느 곳에서는 여전히 시골에서 북인도황단 나뭇가지를 판매하고, 이를 이를 닦는 데 쓰고 있다.

### 살충
북인도황단 과일의 에탄올 추출물(Ethanolic extract)은 민물 달팽이 파이퍼두배꼽달팽이(:en:Biomphalaria pfeifferi)의 알에 대해 살연체동물제(en:molluscicide)로서의 효과를 보인다.

### 건축
실파사스트라(Śilpaśāstra, 인도의 예술&건축 과학)에 대해 다루는 산스크리트어로 쓰인 논문 사마란가나 수타다라(Samarāṅgaṇa Sūtradhāra)에 따르면, 북인도황단 수액은 벽에 바르는 회반죽 혼합물의 중요한 성분이다.

## 재배
번식은 보통 나무뿌리에서 순이 솟아나오는 형태로 이루어지며 씨앗으로도 퍼진다. 씨앗은 몇 달 뒤에는 죽어버린다. 씨앗은 심기 전에 48 시간 동안 물에 담가두어야 하며, 1-3 주 후에 60-80 % 정도 발아한다. 묘목은 최소한 어느 정도는 직접적으로 햇빛을 받아야 한다.

## 별칭
북인도황단의 일반명은 시수(sisu), 타힐리(tahli), 탈리(tali), 이루구두자바(irugudujava)이다. 인도의 일반명은 비라디(biradi), 시사우(sisau)고 파키스탄의 일반명은 시샴(sheesham), 펀자브주에서는 타힐(tahli)이다. 아프가니스탄에서는셰와(shewa), 페르시아에서는 자그(jag)라 불린다. 북인도황단은 인도의 펀자브주, 파키스탄의 펀자브주의 상징목이다.
북인도황단의 목재는 시샴(sheesham, shisham)이라고 불리며, 상업적으로 고평가받는다.

## 사진

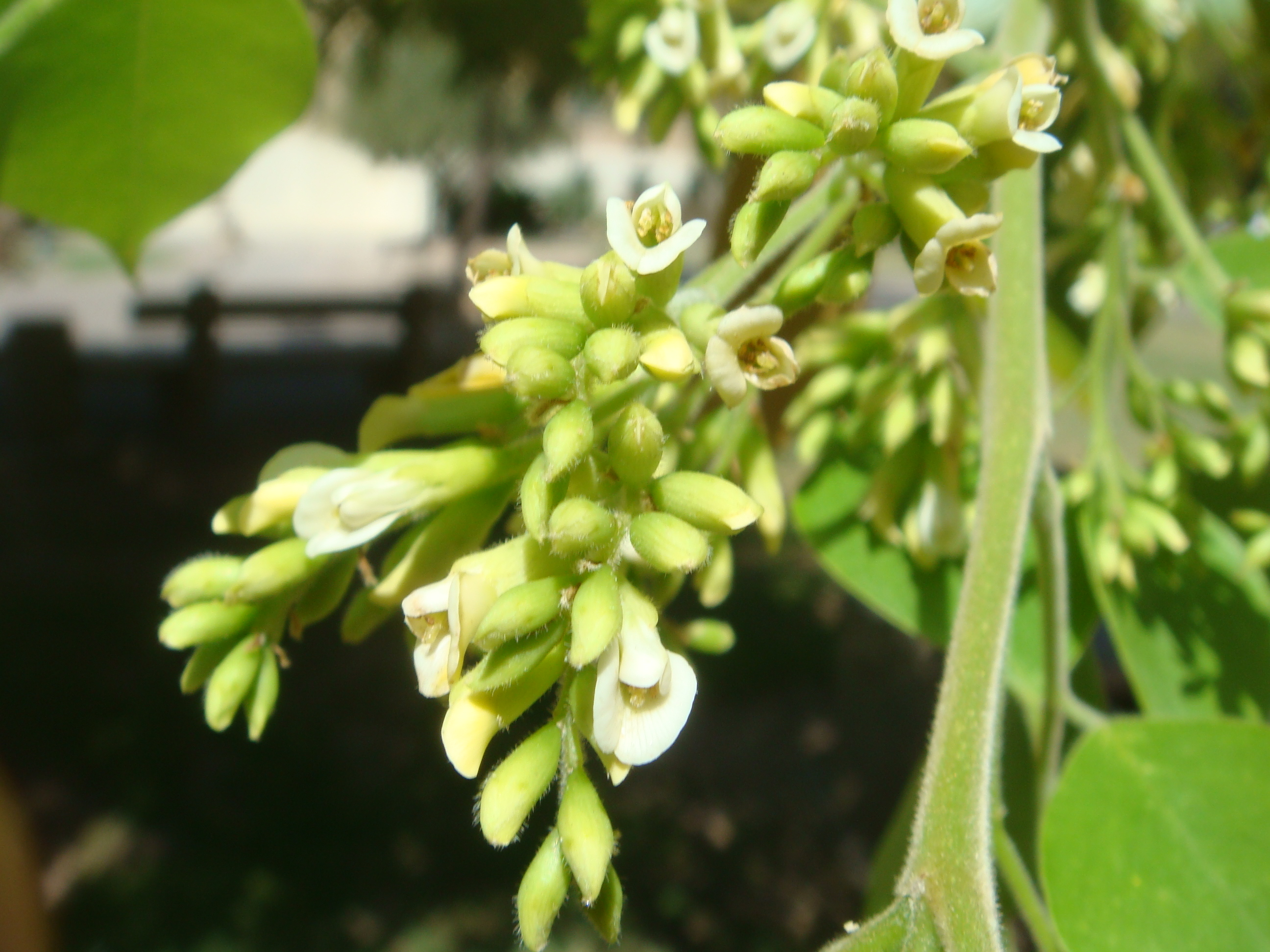
꽃
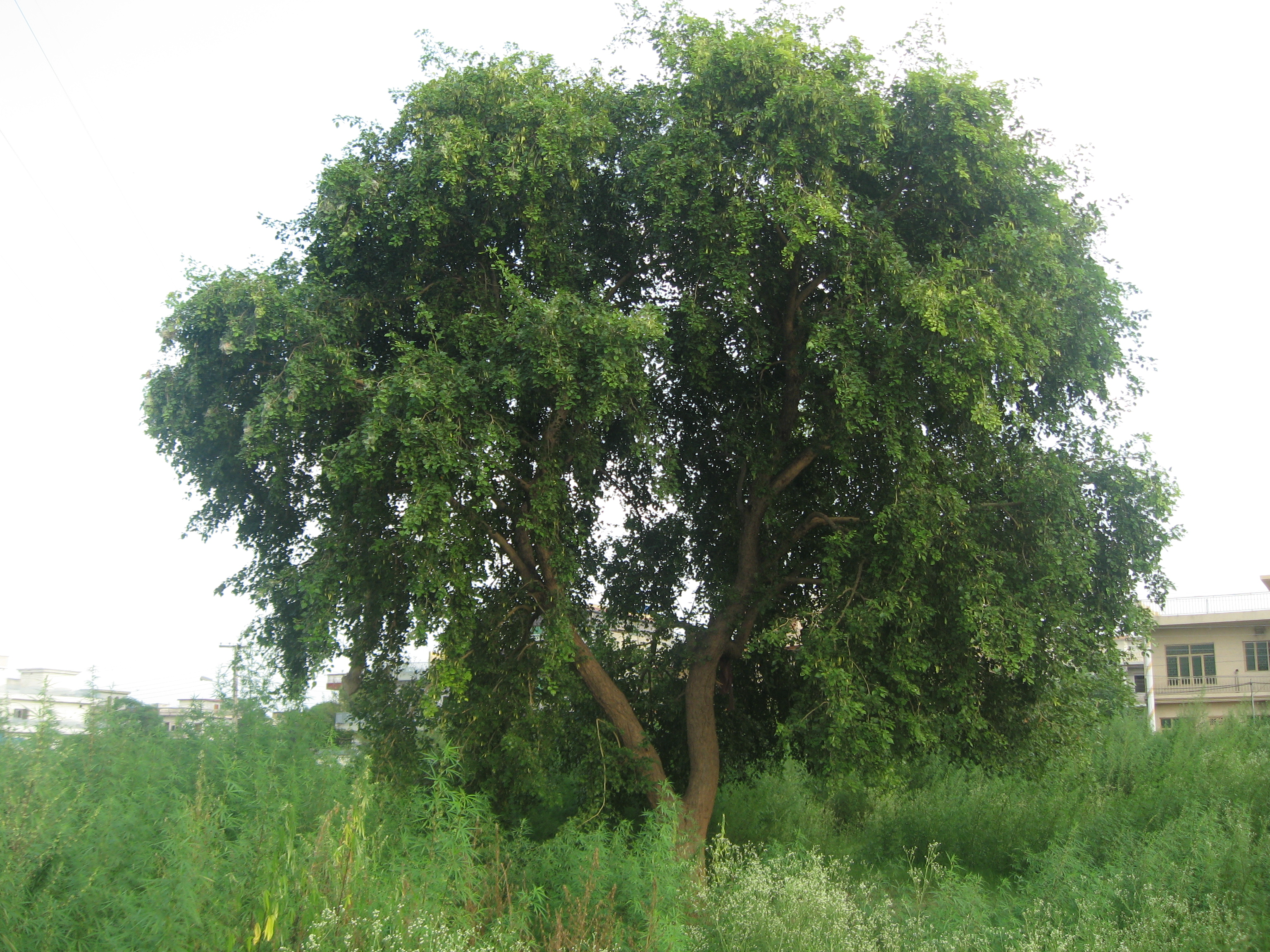
파키스탄에서 자라나는 북인도황단
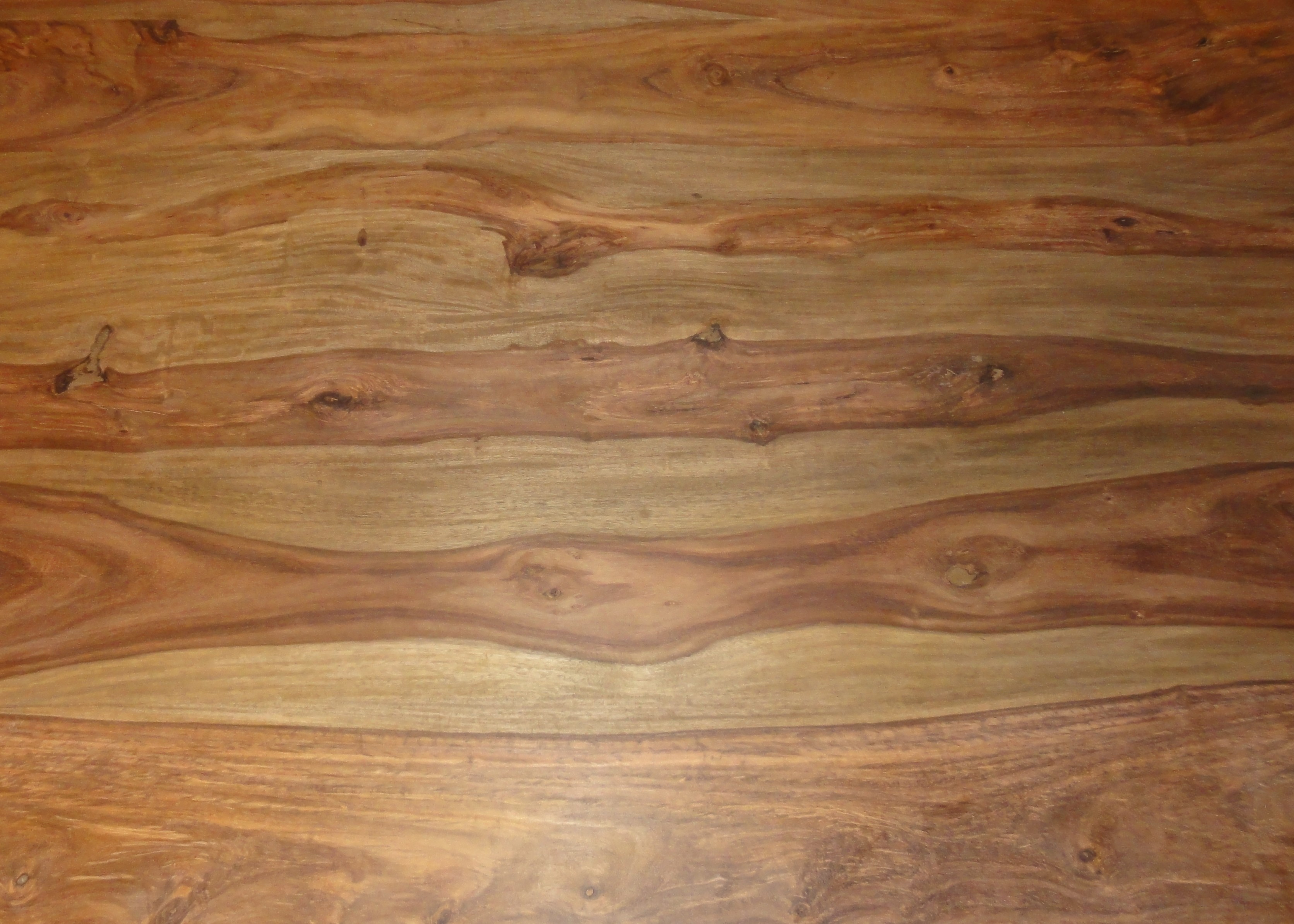
북인도황단 목재
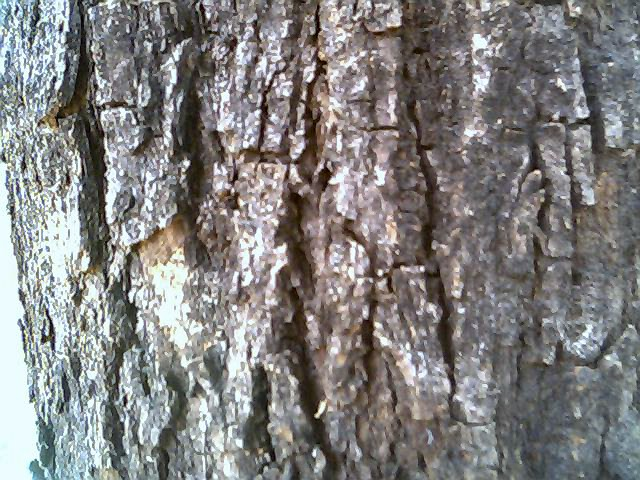
나무껍질
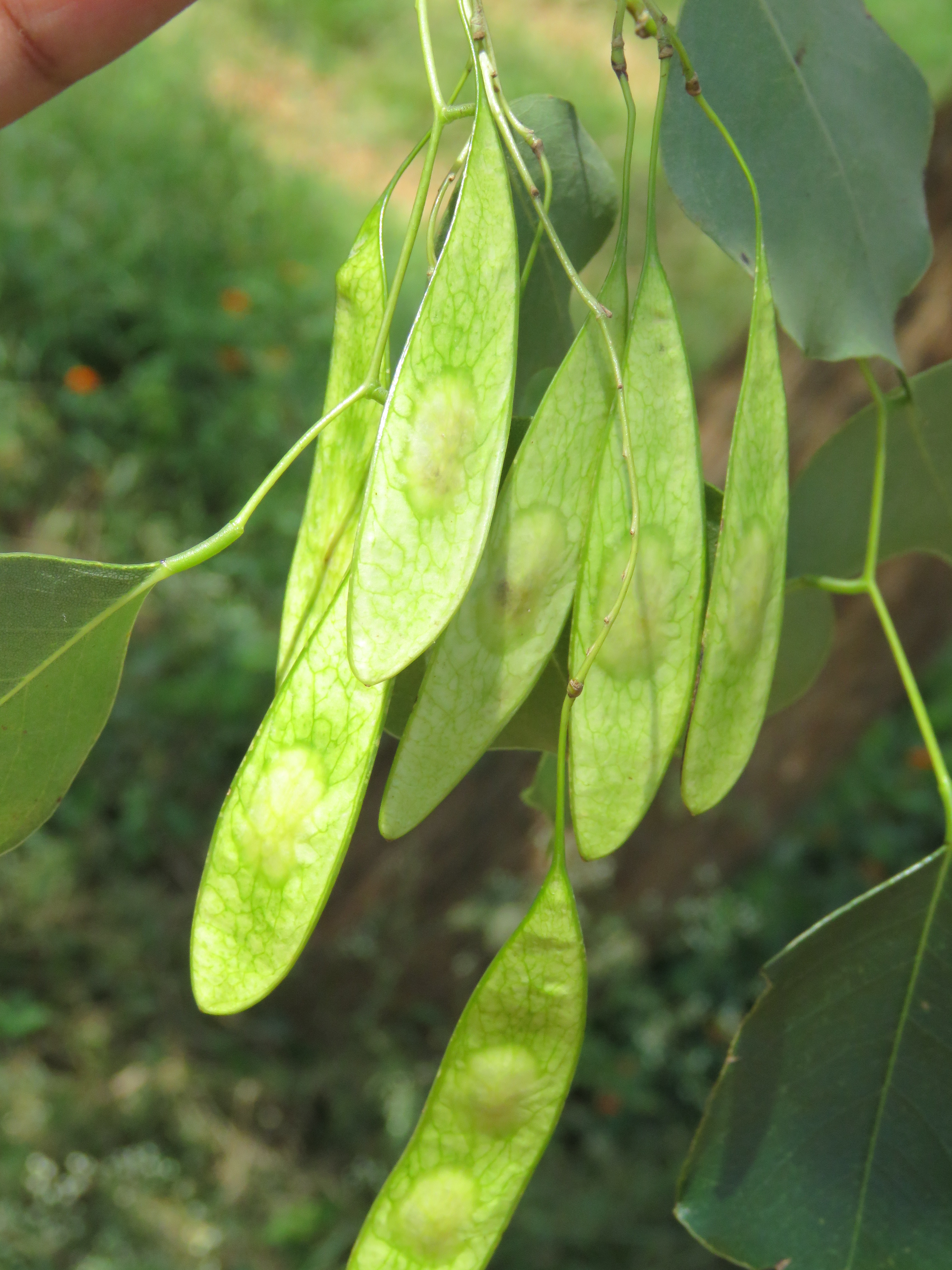
열매
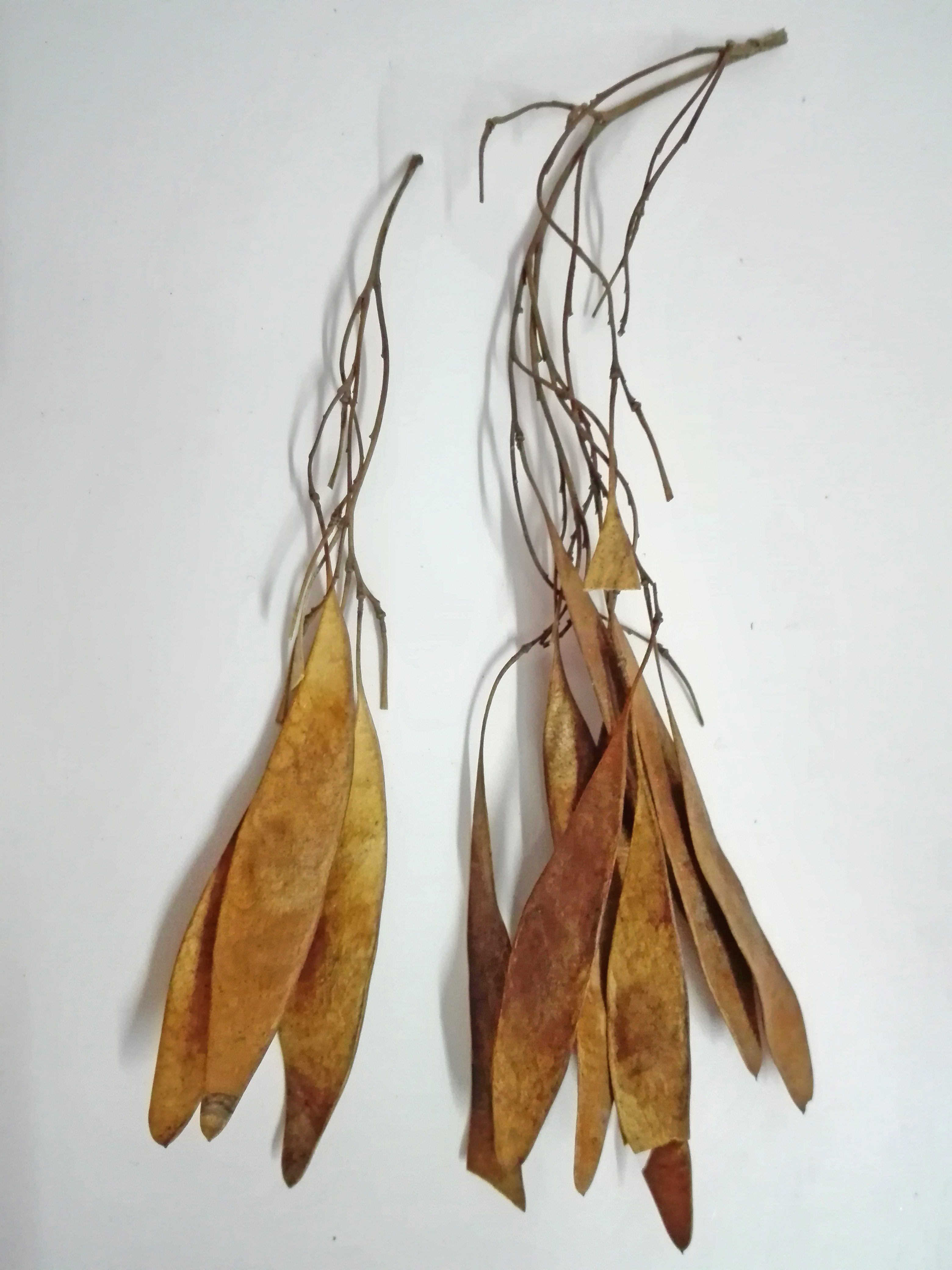
말린 열매

## 참고 문서
- 건조림연구협회(:en:Arid Forest Research Institute)
- 자단